# Lijst van voetbalinterlands Jamaica - Venezuela
Deze lijst van voetbalinterlands is een overzicht van alle officiële voetbalwedstrijden tussen de nationale teams van Jamaica en Venezuela. De landen speelden tot op heden acht keer tegen elkaar. De eerste ontmoeting, een vriendschappelijke wedstrijd, werd gespeeld in Kingston op 17 augustus 1962. Het laatste duel, een groepswedstrijd tijdens de Copa América 2024, vond plaats op 30 juni 2024 in Austin (Verenigde Staten).

## Wedstrijden
| № | Plaats      | Datum            | Competitie              | Wedstrijd           | Uitslag |
| - | ----------- | ---------------- | ----------------------- | ------------------- | ------- |
| 1 | Kingston    | 17 augustus 1962 | Vriendschappelijk       | Jamaica − Venezuela | 0 − 2   |
| 2 | Kingston    | 12 februari 1997 | Vriendschappelijk       | Jamaica – Venezuela | 0 – 0   |
| 3 | Caracas     | 2 april 2003     | Vriendschappelijk       | Venezuela – Jamaica | 2 – 0   |
| 4 | Kingston    | 28 april 2004    | Vriendschappelijk       | Jamaica – Venezuela | 2 – 1   |
| 5 | Montego Bay | 25 maart 2011    | Vriendschappelijk       | Jamaica – Venezuela | 0 – 2   |
| 6 | Montego Bay | 27 maart 2015    | Vriendschappelijk       | Jamaica − Venezuela | 2 − 1   |
| 7 | Chicago     | 5 juni 2016      | Copa América Centenario | Jamaica − Venezuela | 0 − 1   |
| 8 | Austin      | 30 juni 2024     | Copa América 2024       | Jamaica − Venezuela | 0 − 3   |

## Samenvatting
| Competitie        | Totaal gespeeld | Winst Jamaica | Gelijk | Winst Venezuela | Doelsaldo Jamaica – Venezuela |
| ----------------- | --------------- | ------------- | ------ | --------------- | ----------------------------- |
| Copa América      | 2               | 0             | 0      | 2               | 0 − 4                         |
| Vriendschappelijk | 6               | 2             | 1      | 3               | 4 − 8                         |
| Totaal            | 8               | 2             | 1      | 5               | 4 − 12                        |

## Details

### Tweede ontmoeting
| Vriendschappelijk (Kingston, Jamaica, 12 februari 1997):                                  |              | |
| Jamaica                                                                                   | 0 – 0        | Venezuela |
|                                                                                           | goals        | |
| René Simões                                                                               | bondscoach   | Eduardo Borrero |
|                                                                                           | opstellingen | ??' César Espinoza Alexander Echenique David McIntosh Luis Vallenilla ??' Félix Hernández ??' Gabriel Urdaneta Jesús Rodríguez Luis Ramos John Medina Oswaldo Palencia ??' Ruberth Morán |
|                                                                                           | wissels      | ??' Tulio Hernández ??' José González ??' Marcos Mathías ??' Luis Tizamo |
| - Eerste en enige interland van keepers César Espinoza en Tulio Hernández voor Venezuela. |              | |

### Derde ontmoeting
| Vriendschappelijk (Caracas, Venezuela, 2 april 2003): |              | |
| Venezuela | 2 – 0        | Jamaica |
| Gabriel Urdaneta 10' (pen.) Ricardo Páez 38' | goals        | |
| Richard Páez | bondscoach   | Carl Brown |
| Gilberto Angelucci 50' Héctor González 81' Alejandro Cichero 77' Wilfredo Alvarado Luis Vallenilla 66' Miguel Mea Vitali Leopoldo Jiménez 66' Ricardo Páez Gabriel Urdaneta 59' Wilfredo Moreno 59' Juan Arango | opstellingen | 46' Shawn Sawyers Shavar Thomas Gerald Neil 80' Linval Dixon Claude Davis 78' Robert Scarlett Omar Daley Cornel Chin-Sue 57' Jermaine Hue 75' Fabian Dawkins 68' Roen Nelson |
| Manuel Sanhouse 50' Christian Cásseres 59' Daniel Noriega 59' Giovanni Rivero 66' Javier Villafraz 66' Andrés Rouga 77' Leonel Vielma 81'                                                                       | wissels      | 46' Aaron Lawrence 68' Nicholas McCreath 57' Christopher Nicholas 75' Jonathan Williams 78' Damion Williams 80' Oneil Dunn                                                   |
| Wilfredo Alvarado 84' | gele kaarten | 68' Cornel Chin-Sue 82' Aaron Lawrence |

### Vierde ontmoeting
| Vriendschappelijk (Kingston, Jamaica, 28 april 2004): |              | |
| Jamaica | 2 – 1        | Venezuela |
| Marlon King 10' Andrew Williams 45+1' | goals        | 27' Juan Arango |
| Carl Brown | bondscoach   | Richard Páez |
| Donovan Ricketts Craig Ziadie 46' Ian Goodison Claude Davis Garfield Reid Fabian Davis Richard Langley 67' Andrew Williams 90+2' Ricardo Fuller 84' Damani Ralph Marlon King 65' | opstellingen | 46' Manuel Sanhouse Héctor González José Manuel Rey Leonel Vielma Jorge Alberto Rojas 72' Miguel Mea Vitali Javier Villafraz 72' Ricardo Páez 60' Juan Arango 65' Massimo Margiotta 60' Alexander Rondón |
| Tyrone Marshall 46' Cornel Chin-Sue 67' Jermaine Hue 84' Damion Stewart 65' Jonathan Williams 90+2'                                                                              | wissels      | 46' Javier Toyo 46' Daniel Noriega 60' Luis Vallenilla 60' Alejandro Moreno 72' Pedro Depablos 72' Jobanny Rivero                                                                                        |
| Ian Goodison 55' Ricardo Fuller 59' | gele kaarten | 80' Daniel Noriega 82' Jorge Alberto Rojas |

### Vijfde ontmoeting
| Vriendschappelijk (Montego Bay, Jamaica, 25 maart 2011): |              | |
| Jamaica | 0 – 2        | Venezuela |
| | goals        | 64' Miku 67' Alejandro Moreno |
| Theodore Whitmore | bondscoach   | César Farías |
| Dwayne Miller Rodolph Austin Jermaine Taylor 46' Shavar Thomas Devon Williams Khari Stephenson Dane Richards 78' Demar Phillips 58' Eric Vernan Luton Shelton Omar Cummings 58' | opstellingen | Leo Morales Oswaldo Vizcarrondo 89' Roberto Rosales Grenddy Perozo 90' Gabriel Cichero 59' Luis Seijas Tomás Rincón Giácomo Di Giorgi 86' Angel Chourio 77' Alejandro Moreno 83' Miku |
| Damian Williams 46' Kavin Bryan 58' Troy Smith 58' Mario Swaby 78' | wissels      | 89' Franklin Lucena 90' Juan Fuenmayor 59' Yohandry Orozco 86' Jesús Gómez 83' Daniel Arismendi 77' Mário Rondon                                                                      |

### Zesde ontmoeting
| Vriendschappelijk (Montego Bay, Jamaica, 27 maart 2015): |              | |
| Jamaica | 2 – 1        | Venezuela |
| Giles Barnes 15' Darren Mattocks 58' | goals        | 13' Gabriel Cichero |
| Winfried Schäfer | bondscoach   | Noel Sanvicente |
| Duwayne Kerr Jermaine Taylor 61' Wes Morgan Adrian Mariappa Kemar Lawrence Je-Vaughn Watson Giles Barnes Rodolph Austin 79' Joel McAnuff Garath McCleary 90' Darren Mattocks 67' | opstellingen | Dani Hernández Oswaldo Vizcarrondo 82' Roberto Rosales Gabriel Cichero Fernando Amorebieta Tomás Rincón 46' Franklin Lucena Juan Arango 59' Christian Santos Salomón Rondón 46' Mário Rondon |
| Daniel Gordon 61' Joel Grant 67' Hughan Gray 79' Romeo Parkes 90' | wissels      | 46' Josef Martínez 46' Alejandro Guerra 59' Ronald Vargas 82' Alexander González |
| Jermaine Taylor 38' Daniel Gordon 87' | gele kaarten | 35' Mário Rondon 48' Christian Santos 81' Oswaldo Vizcarrondo |
| - Debuut van Giles Barnes (Houston Dynamo) voor Jamaica. - Debuut van Christian Santos (NEC Nijmegen) voor Venezuela .                                                           |              | |

### Zevende ontmoeting
| Copa América Centenario (Chicago, Verenigde Staten, 5 juni 2016): |              | |
| Jamaica | 0 – 1        | Venezuela |
| | goals        | 15' Josef Martínez |
| Winfried Schäfer | bondscoach   | Rafael Dudamel |
| Andre Blake Michael Hector 77' Adrian Mariappa Kemar Lawrence 40' Jermaine Taylor Giles Barnes Joel McAnuff Je-Vaughn Watson 88' Rodolph Austin Clayton Donaldson Garath McCleary | opstellingen | Dani Hernández Wilker Ángel Oswaldo Vizcarrondo Roberto Rosales Rolf Feltscher Arquímedes Figuera Tomás Rincón 85' Luis Seijas 90' Alejandro Guerra José Salomón Rondón 76' Josef Martínez |
| Wes Morgan 40' Lee Williamson 77' Michael Binns 88' | wissels      | 76' Adalberto Peñaranda 85' Rómulo Otero 90' Alexander González |
| Michael Hector 19' Adrian Mariappa 90' | gele kaarten | 45' Arquímedes Figuera 75' Oswaldo Vizcarrondo |
| Rodolph Austin 23' | rode kaarten | |

JFF · A-internationals · Bondscoaches · Selecties · Statistieken · Jamaicaans vrouwenelftal · Olympisch elftal · Jamaica U21 · Jamaica U19 · Jamaica U17
1920 – 1959 · 
1960 – 1969 · 
1970 – 1979 · 
1980 – 1989 · 
1990 – 1999 · 
2000 – 2009 · 
2010 – 2019 · 
2020 – 2029
Gold Cup 1991 · 
Gold Cup 1993 · 
Gold Cup 1998 · 
Gold Cup 2000 · 
Gold Cup 2003 · 
Gold Cup 2005 · 
Gold Cup 2009 · 
Gold Cup 2011 · 
Gold Cup 2015
Copa América 2015
WK 1998
1925 · 
1926 · 
1927–1929 · 
1930 · 
1931 · 
1932 · 
1933–1934 · 
1935 · 
1936 · 
1937 · 
1938 · 
1939–1946 · 
1947 · 
1948 · 
1949 · 
1950 · 
1951 · 
1952 · 
1953 · 
1954–1956 · 
1957 · 
1958 · 
1959 · 
1960 · 
1961 · 
1962 · 
1963 · 
1964 · 
1965 · 
1966 · 
1967 · 
1968 · 
1969 · 
1970 · 
1971 · 
1972 · 
1973 · 
1974 · 
1975 · 
1976 · 
1977 · 
1978 · 
1979 · 
1980 · 
1981 · 
1982 · 
1983 · 
1984 · 
1985 · 
1986 · 
1987 · 
1988 · 
1989 · 
1990 · 
1991 · 
1992 · 
1993 · 
1994 · 
1995 · 
1996 · 
1997 · 
1998 · 
1999 · 
2000 · 
2001 · 
2002 · 
2003 · 
2004 · 
2005 · 
2006 · 
2007 · 
2008 · 
2009 · 
2010 · 
2011 · 
2012 · 
2013 · 
2014 · 
2015 · 
2016 ·
2017 ·
2018 ·
2019 ·
2020 ·
2021 ·
2022 ·
2023 ·
2024
Amerikaanse Maagdeneilanden ·
Antigua en Barbuda ·
Argentinië ·
Aruba ·
Australië ·
Bahama's ·
Barbados ·
Bermuda ·
Bolivia ·
Brazilië ·
Britse Maagdeneilanden ·
Bulgarije ·
Canada ·
Chili ·
China ·
Colombia ·
Costa Rica ·
Cuba ·
Curaçao ·
Dominica ·
Dominicaanse Republiek ·
Ecuador ·
Egypte ·
El Salvador ·
Engeland ·
Frankrijk ·
Ghana ·
Grenada ·
Guatemala ·
Guyana ·
Haïti ·
Honduras ·
Ierland ·
India ·
Indonesië ·
Iran ·
Japan ·
Jordanië ·
Kaaimaneilanden ·
Kameroen ·
Kroatië ·
Maleisië ·
Marokko ·
Mexico ·
Nederlandse Antillen ·
Nicaragua ·
Nieuw-Zeeland ·
Nigeria ·
Noord-Macedonië ·
Noorwegen ·
Panama ·
Paraguay ·
Peru ·
Puerto Rico ·
Qatar ·
Saint Kitts en Nevis ·
Saint Lucia ·
Saint Vincent en de Grenadines ·
Saoedi-Arabië ·
Servië ·
Suriname ·
Trinidad en Tobago ·
Uruguay ·
Venezuela ·
Verenigde Staten ·
Vietnam ·
Wales ·
Zambia ·
Zuid-Afrika ·
Zuid-Korea ·
Zweden ·
Zwitserland
FVF · A-internationals · Selecties · Bondscoaches · Statistieken · Venezolaans vrouwenelftal · Olympisch elftal · Venezuela U21 · Venezuela U20 · Venezuela U19 · Venezuela U18 · Venezuela U17
1938 – 1949 ·
1950 – 1959 ·
1960 – 1969 ·
1970 – 1979 ·
1980 – 1989 ·
1990 – 1999 ·
2000 – 2009 ·
2010 – 2019 ·
2020 – 2029
1938 · 
1939–1945 · 
1946 · 
1947 · 
1948 · 
1949 · 1950 · 
1951 · 
1952 · 1953 · 1954 · 
1955 · 
1956 · 
1957–1964 · 
1965 · 
1966 · 
1967 · 
1968 · 
1969 · 
1970 · 
1971 · 
1972 · 
1973 · 
1974 · 
1975 · 
1976 · 
1977 · 
1978 · 
1979 · 
1980 · 
1981 · 
1982 · 
1983 · 
1984 · 
1985 · 
1986 · 
1987 · 
1988 · 
1989 · 
1990 · 
1991 · 
1992 · 
1993 · 
1994 · 
1995 · 
1996 · 
1997 · 
1998 · 
1999 · 
2000 · 
2001 · 
2002 · 
2003 · 
2004 · 
2005 · 
2006 · 
2007 · 
2008 · 
2009 · 
2010 · 
2011 · 
2012 · 
2013 · 
2014 · 
2015 · 
2016 · 
2017 ·
2018 ·
2019 ·
2020 ·
2021 ·
2022 ·
2023 ·
2024
Angola ·
Argentinië ·
Aruba ·
Australië ·
Bahama's ·
Bermuda ·
Bolivia ·
Brazilië ·
Canada ·
Chili ·
China ·
Colombia ·
Costa Rica ·
Cuba ·
Dominicaanse Republiek ·
Ecuador ·
El Salvador ·
Estland ·
Guatemala ·
Guinee ·
Haïti ·
Honduras ·
IJsland ·
Iran ·
Italië ·
Jamaica ·
Japan ·
Joegoslavië ·
Malta ·
Mexico ·
Moldavië ·
Nederlandse Antillen ·
Nicaragua ·
Nieuw-Zeeland ·
Nigeria ·
Noord-Korea ·
Oezbekistan ·
Oostenrijk ·
Panama ·
Paraguay ·
Peru ·
Puerto Rico ·
Saoedi-Arabië · 
Spanje ·
Syrië ·
Trinidad en Tobago ·
Uruguay ·
Verenigde Arabische Emiraten ·
Verenigde Staten ·
Zuid-Korea ·
Zweden ·
Zwitserland